# Роберто Фаріначчі
Роберто Фаріначчі (італ. Roberto Farinacci; нар. 16 жовтня 1892, Ізернія, Молізе — пом. 28 квітня 1945, Вімеркате, Ломбардія) — італійський політик. Секретар Національної фашистської партії з 15 лютого 1925 по 30 березня 1926 року. Лідер радикального і антисемітського крила партії.

## Біографія
Брав участь в Першій світовій війні. Працював кореспондентом газети «Il Popolo d'Italia» в Кремоні. У листопаді 1919 року організував в Кремоні перший фашистський загін. У травні 1921 був обраний до Палати депутатів. 3 липня 1922 проголосив себе мером Кремона. З 15 лютого 1925 по 30 березня 1926 генеральний секретар Національної фашистської партії.
У 1927 році виступав на захист Брунері у скандальній справі Брунері-Канеллі.
З 1935 член Великої фашистської ради. В якості добровольця брав участь у війні в Ефіопії у 1935 і Громадянській війні в Іспанії. У 1938 отримав ранг державного міністра. У 1941 — інспектор міліції в Албанії. Після падіння режиму Беніто Муссоліні втік на північ Італії. Після поразки німців був захоплений партизанами і розстріляний.